# La Roche-Vineuse
Pour les articles homonymes, voir La Roche.
La Roche-Vineuse est une commune française située dans le département de Saône-et-Loire, en région Bourgogne-Franche-Comté.

## Géographie

### Localisation
Le territoire de la commune est limitrophe de ceux de 8 communes :

### Climat
Pour des articles plus généraux, voir Climat de la Bourgogne-Franche-Comté et Climat de Saône-et-Loire.
En 2010, le climat de la commune est de type climat océanique dégradé des plaines du Centre et du Nord, selon une étude du Centre national de la recherche scientifique s'appuyant sur une série de données couvrant la période 1971-2000. En 2020, Météo-France publie une typologie des climats de la France métropolitaine dans laquelle la commune est dans une zone de transition entre le climat océanique altéré et le climat océanique altéré et est dans la région climatique Bourgogne, vallée de la Saône, caractérisée par un bon ensoleillement (1 900 h/an), un été chaud (18,5 °C), un air sec au printemps et en été et des vents faibles.
Pour la période 1971-2000, la température annuelle moyenne est de 11,4 °C, avec une amplitude thermique annuelle de 17,7 °C. Le cumul annuel moyen de précipitations est de 882 mm, avec 10,6 jours de précipitations en janvier et 7,3 jours en juillet. Pour la période 1991-2020, la température moyenne annuelle observée sur la station météorologique de Météo-France la plus proche, « Mâcon », sur la commune de Charnay-lès-Mâcon à 7 km à vol d'oiseau, est de 12,3 °C et le cumul annuel moyen de précipitations est de 833,7 mm. 
La température maximale relevée sur cette station est de 39,8 °C, atteinte le 13 août 2003 ; la température minimale est de −21,4 °C, atteinte le 15 février 1956,,.
Les paramètres climatiques de la commune ont été estimés pour le milieu du siècle (2041-2070) selon différents scénarios d'émission de gaz à effet de serre à partir des nouvelles projections climatiques de référence DRIAS-2020. Ils sont consultables sur un site dédié publié par Météo-France en novembre 2022.

## Urbanisme

### Typologie
Au 1er janvier 2024, La Roche-Vineuse est catégorisée bourg rural, selon la nouvelle grille communale de densité à sept niveaux définie par l'Insee en 2022.
Elle appartient à l'unité urbaine de La Roche-Vineuse, une agglomération intra-départementale regroupant trois  communes, dont elle est ville-centre,,. Par ailleurs la commune fait partie de l'aire d'attraction de Mâcon, dont elle est une commune de la couronne,. Cette aire, qui regroupe 105 communes, est catégorisée dans les aires de 50 000 à moins de 200 000 habitants,.

### Occupation des sols
L'occupation des sols de la commune, telle qu'elle ressort de la base de données européenne d’occupation biophysique des sols Corine Land Cover (CLC), est marquée par l'importance des territoires agricoles (55,4 % en 2018), en diminution par rapport à 1990 (60,3 %). La répartition détaillée en 2018 est la suivante : 
forêts (27,3 %), cultures permanentes (22,6 %), zones agricoles hétérogènes (21,9 %), terres arables (10,1 %), zones urbanisées (9,9 %), milieux à végétation arbustive et/ou herbacée (7,3 %), prairies (0,9 %). L'évolution de l’occupation des sols de la commune et de ses infrastructures peut être observée sur les différentes représentations cartographiques du territoire : la carte de Cassini (XVIIIe siècle), la carte d'état-major (1820-1866) et les cartes ou photos aériennes de l'IGN pour la période actuelle (1950 à aujourd'hui).

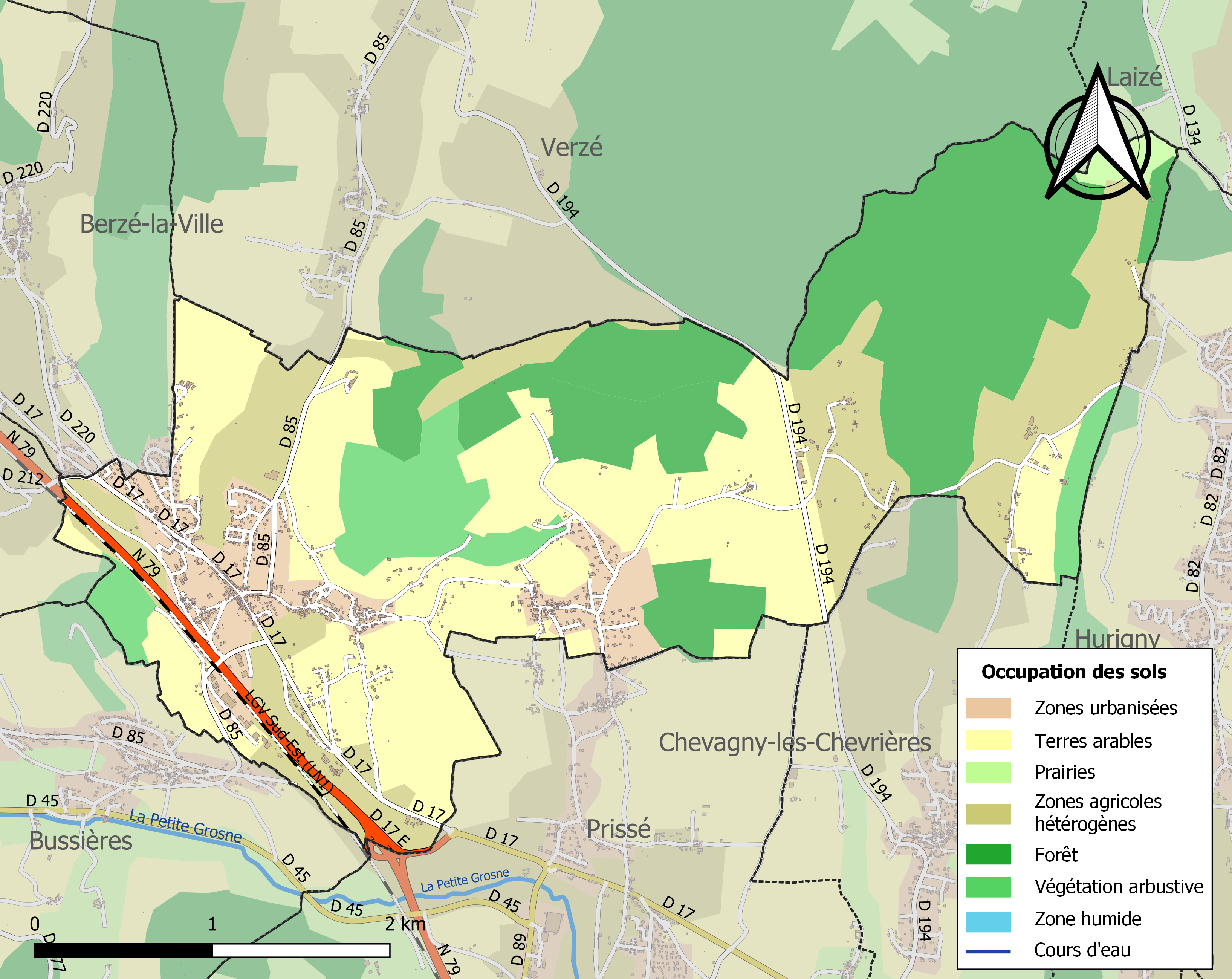
Carte des infrastructures et de l'occupation des sols de la commune en 2018 (CLC).

## Histoire
Le 16 octobre 982, Narduin, vicomte de Mâcon donne à l'abbaye Notre-Dame, Saint-Pierre et Saint-Benoit de Fleury ses biens propres et acquis à Sommeré (Saumeriacum), paroisse de Saint-Sorlin, y compris les huit colonges cédées en mai 895 à cette abbaye par Winter, seigneur de Sommeré et son fils Thierry, que Narduin tenait en bénéfice de l'abbé Amalbert.
Durant la Révolution, pour suivre le décret de la Convention du 25 vendémiaire an II invitant les communes ayant des noms pouvant rappeler les souvenirs de la royauté, de la féodalité ou des superstitions, à les remplacer par d'autres dénominations (décret non-obligatoire), la commune change de nom pour La Roche-Vineuse, avant de reprendre son ancien nom. Durant la même décennie révolutionnaire, Saint-Sorlin absorbe la commune éphémère de Nancelles.
En 1908, Saint-Sorlin reprend le nom de La Roche-Vineuse, utilisé quelque temps sous la Révolution française. Un nom que la commune porte encore de nos jours, à l'instar de quatre autres communes du département de Saône-et-Loire qui, comme La Roche-Vineuse, ont conservé leur nom révolutionnaire.
Le gentilé des habitants de la Roche-Vineuse est Sorlinois ou Saint-Sorlinois.

## Politique et administration
| Période    | Période  | Identité           | Étiquette | Qualité                                |
| ---------- | -------- | ------------------ | --------- | -------------------------------------- |
| 1944       |          | Edmond Mangematin  |           |                                        |
| 09/11/1944 |          | Claudius Dumonceau |           |                                        |
| 17/05/1945 | 1953     | Edmond Mangematin  |           |                                        |
| 03/05/1953 | 1965     | Jacques Pacros     |           |                                        |
| 26/03/1965 | 1971     | William Margueron  |           |                                        |
| 29/03/1971 | 1977     | Raymond Journet    |           |                                        |
| 27/03/1977 | 1989     | Louis Plassard     |           | initiateur du « Hameau de l’Eau Vive » |
| 24/03/1989 | 1995     | Philibert Foulon   |           |                                        |
| 23/06/1995 | 2014     | Bernard Desroches  |           |                                        |
| 23/03/2014 | en cours | Robert Luquet      |           |                                        |

## Population et société

### Démographie
L'évolution du nombre d'habitants est connue à travers les recensements de la population effectués dans la commune depuis 1793. Pour les communes de moins de 10 000 habitants, une enquête de recensement portant sur toute la population est réalisée tous les cinq ans, les populations de référence des années intermédiaires étant quant à elles estimées par interpolation ou extrapolation. Pour la commune, le premier recensement exhaustif entrant dans le cadre du nouveau dispositif a été réalisé en 2007.
En 2022, la commune comptait 1 571 habitants, en évolution de +1,75 % par rapport à 2016 (Saône-et-Loire : −1,06 %, France hors Mayotte : +2,11 %).
| 1793  | 1800  | 1806  | 1821 | 1831  | 1836  | 1841  | 1846  | 1851  |
| ----- | ----- | ----- | ---- | ----- | ----- | ----- | ----- | ----- |
| 1 020 | 1 043 | 1 118 | 997  | 1 038 | 1 079 | 1 191 | 1 185 | 1 126 |

| 1856  | 1861  | 1866  | 1876  | 1881  | 1886  | 1891  | 1896  | 1901  |
| ----- | ----- | ----- | ----- | ----- | ----- | ----- | ----- | ----- |
| 1 151 | 1 183 | 1 227 | 1 338 | 1 350 | 1 259 | 1 107 | 1 217 | 1 119 |

| 1906  | 1911  | 1921 | 1926 | 1931 | 1936 | 1946 | 1954 | 1962 |
| ----- | ----- | ---- | ---- | ---- | ---- | ---- | ---- | ---- |
| 1 118 | 1 094 | 889  | 863  | 833  | 823  | 777  | 798  | 865  |

| 1968 | 1975 | 1982  | 1990  | 1999  | 2006  | 2007  | 2012  | 2017  |
| ---- | ---- | ----- | ----- | ----- | ----- | ----- | ----- | ----- |
| 809  | 987  | 1 200 | 1 380 | 1 356 | 1 395 | 1 401 | 1 473 | 1 557 |

| 2022  | - | - | - | - | - | - | - | - |
| ----- | - | - | - | - | - | - | - | - |
| 1 571 | - | - | - | - | - | - | - | - |

### Culte
La Roche-Vineuse appartient à l'une des sept paroisses composant le doyenné de Mâcon (doyenné relevant du diocèse d'Autun) : la paroisse Saint-Vincent en Val-Lamartinien, paroisse qui a son siège à La Roche-Vineuse et qui regroupe quinze villages du Mâconnais.

### Vignoble

Les vignobles du Mâconnais.

## Culture locale et patrimoine

### Lieux et monuments
- Musée de la Vigne et du Vin, plus de 2 000 outils de la viticulture et de la vie quotidienne dans un domaine historique. Au Château de la Greffière, domaine viticole depuis 1585.
- L'église, placée sous le vocable de saint Sorlin, dont une plaquette de présentation est consultable ici (origine : pastorale diocésaine du tourisme, juillet 2014). Cet édifice fut bâti à l'emplacement de l'ancienne église en 1853, dans le style néogothique et d'après des plans de l’architecte mâconnais Arcelin.

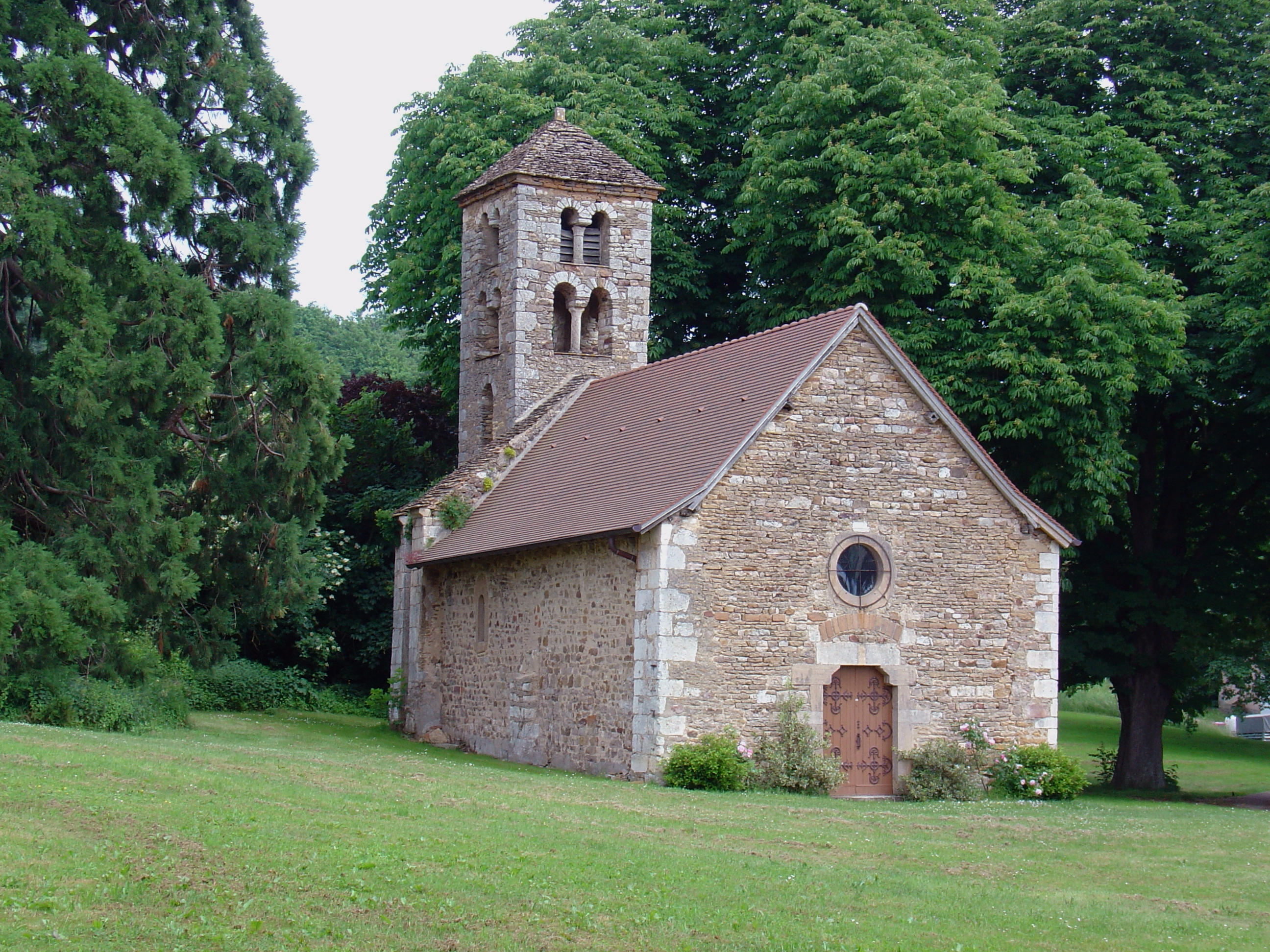
La chapelle romane de Nancelle, édifiée à partir de la pierre non gélive des carrières de La Lie.

- Les carrières de la Lie, site archéologique mis en valeur par une association loi de 1901 (les périodes vont du Ier siècle jusqu'aux années 1920), possibilité de les visiter[24].
- Au hameau de Nancelle[25] : l'ancienne église Saint-Martin (aujourd'hui chapelle privée), construite au XIe siècle par les moines de Cluny à l'emplacement d'un sanctuaire chrétien édifié au VIIIe siècle.
- Au hameau de Nancelle : calvaire dont le piédestal comporte une inscription en latin[26].

### Personnalités liées à la commune
- Alphonse de Lamartine.
- Général Jules Aimé Bréart.
- L'acteur et metteur en scène Roland Chalosse a habité quelques années la commune[réf. souhaitée].
- Adrien Arcelin et son fils Fabien Arcelin, archéologues de la Roche de Solutré ont habité et sont inhumés à La Roche-Vineuse.
- Zoé Goyet (1800-1869), pastelliste et professeure de peinture, y est décédée.

## Pour approfondir